# Reinhard Dannheim
Reinhard Dannheim (* 8. August 1936 in Breslau; † 29. April 2021 in Stuttgart) war ein deutscher Augenarzt und Hochschullehrer.

## Leben
Dannheims Eltern waren Augenärzte. Nach dem Abitur in Stuttgart begann er an der Ludwig-Maximilians-Universität München Medizin zu studieren. 1955 wurde er im großväterlichen Corps Ratisbonia recipiert. Nach sieben Partien wechselte er an die  Universität zu Köln, wo er 1957 auch im Corps Lusatia Breslau aktiv wurde. Er beendete das Studium an der Eberhard Karls Universität Tübingen, wo er 1960 zum Dr. med. promoviert wurde. Er blieb als Arzt am Universitätsklinikum Tübingen und wurde als Sekundant und Paukarzt am 2. Februar 1961 Corpsschleifenträger der Rhenania Tübingen. Er war ab 1968 Oberarzt der Augenklinik, habilitierte sich 1971 für Augenheilkunde und begann im selben Jahr seine Lehrtätigkeit an der Universität Tübingen. 1976 zum außerplanmäßigen Professor ernannt, wechselte er in die von seinem Vater begründete Praxis und Augenklinik in Stuttgart-Bad Cannstatt. Das Corps Transrhenania München verlieh ihm 1994 das Band. 2001 trat er in den Ruhestand.

## Veröffentlichungen (Auswahl)
- mit Heinrich Harms: Glaukomoperationen bei offenem Kammerwinkel. Vergleichende Studie einer Forschungsgruppe der Deutschen Ophthalmologischen Gesellschaft, Springer-Verlag, Berlin Heidelberg 1987.
- mit Hans-Jürgen Thiel: Combined Cataract Extraction and Glaucoma Surgery. In: Klaus Heilmann, Kenneth T. Richardson, W. B. Saunders: Glaucoma: Conceptions of a Disease, Pathogenesis, Diagnosis, Therapy. 1978, S. 335. ff.